# Dendrophylax filiformis
Dendrophylax filiformis är en orkidéart som först beskrevs av Olof Swartz, och fick sitt nu gällande namn av George Bentham och William Fawcett. Dendrophylax filiformis ingår i släktet Dendrophylax och familjen orkidéer. Inga underarter finns listade i Catalogue of Life.